# Hypacrosaurus
Hypacrosaurus (do latim "lagarto de crista baixa") foi uma espécie de dinossauro herbívoro e semi-bípede que viveu no fim do período Cretáceo. Media em torno de 9 metros de comprimento, 3,7 metros de altura e pesava cerca de 4 toneladas. Os dinossauros em desenvolvimento ficaram em seus ovos entre três a seis meses antes da eclosão. O Hypacrosaurus viveu na América do Norte e seus fósseis foram encontrados em Montana, Estados Unidos e em Alberta, Canadá.
Em 2020, pesquisadores descobriram evidências de núcleos celulares e cromossomos fossilizados dentro da cartilagem preservada de dinossauros de bico de pato, com 75 milhões de anos.

## Outras espécies
As duas espécies conhecidas, H. altispinus e H. stebingeri, não são diferenciadas do modo típico, de características únicas, já que H. stebingeri foi descrito como um transicional entre o Lambeosaurus e o Hypacrosaurus